# Cumari
| Cumari                       | Cumari                                                                 |
| ---------------------------- | ---------------------------------------------------------------------- |
|                              |                                                                        |
| Wappen                       | Flagge                                                                 |
| Wappen von Cumari unbekannt  | Flagge von Cumari unbekannt                                            |
| Karten                       |                                                                        |
|                              |                                                                        |
| Basisdaten                   |                                                                        |
| Staat:                       | Brasilien (BRA)                                                        |
| Bundesstaat:                 | Goiás (GO)                                                             |
| Mesoregion:                  | Süd-Goiás                                                              |
| Mikroregion:                 | Catalão                                                                |
| Angrenzende Gemeinden:       | Goiandira, Catalão, Araguari (MG), Anhanguera, Corumbaíba, Nova Aurora |
| Distanz zu Goiânia:          | 304 km                                                                 |
| Geografische Lage:           | 18° 16′ S, 48° 9′ W                                                    |
| Zeitzone:                    | UTC-3 Sommer: UTC-2                                                    |
| Fläche:                      | 579,877 km²                                                            |
| Einwohner:                   | 2.961                                                                  |
| Bevölkerungsdichte:          | 5,1 Einwohner / km²                                                    |
| Höhe:                        | 630 m                                                                  |
| Postleitzahl (CEP):          | 75760-000                                                              |
| Telefonvorwahl:              | +55 64                                                                 |
| Adresse der Stadtverwaltung: | Praça São João Batista, 01 Setor Centro                                |
| Offizielle Website:          |                                                                        |
| Jahrestag:                   | 10. Dezember                                                           |
| Gemeindegründung:            | 1947                                                                   |
| Politik                      |                                                                        |
| Bürgermeister:               | Marco Antônio dos Santos (PTB), 2009–2012                              |
| Vize-Bürgermeister:          | José Abraão Tavares (PMDB), 2009–2012                                  |

Cumari ist eine politische brasilianische Gemeinde im Bundesstaat Goías in der Mikroregion Catalão.

## Geographische Lage
Cumari grenzt
- im Norden an die Gemeinde Goiandira
- im Osten an Catalão
- im Süden Araguari (MG) und Anhanguera mit dem Grenzfluss Paranaíba
- im Westen an Corumbaíba mit dem Rio Veríssimo als Grenzfluss, der in diesem Bereich einen Seitenarm des Emborcação-Stausees bildet
- im Nordwesten an Nova Aurora

## Geschichte
Die heutige Region der Gemeinde wurde zur Kolonialzeit Sesmaria das Rosas genannt und befand sich auf der Reiseroute von Expeditionen mit Maultieren von Itapemirim in die Umgebung von Catalão und in Richtung Goyaz, der damaligen Hauptstadt von Goiás.

Ab 1904 ist das Vorhandensein eines Dorfkerns mit einer Grundschule nachgewiesen. Die Siedlung, damals nach dem nahegelegenen Bach Samambaia genannt, wurde 1908 umbenannt in Cumari, nach der indigenen Bezeichnung der dort vorkommenden Pflanze Cumari-Pfeffer. Im selben Jahr entstanden eine Unterkunft für Reisende und ein Handelsunternehmen.
Ab 1910, mit dem Bau der Eisenbahntrasse der Eisenbahngesellschaft Estrada de Ferro de Goiás, machte die Siedlung große Fortschritte. Der Bahnbau hatte großen Einfluss auf die Einwohner und den Holzhandel. Die Station mit dem Bahnhofgebäude wurde 1913 eröffnet.

### Administrative Entstehung
Im Jahr 1927 wurde Cumari zum Distrikt von Catalão erhoben, 1931 von ihm abgetrennt und der neuen Gemeinde Goiandira zugeordnet. 1943 erwarb der Distrikt Cumari Teile der Distrikte Catalão und Goiandira. Am 10. Dezember 1947 wurde Cumari zur Gemeinde erhoben und von Goiandira per 1. Januar 1949 abgetrennt.
Am 11. November 1948 wurde per Gesetz der Distrikt Anhanguera kreiert und der Gemeinde Cumari zugeordnet. Der Distrikt Anhanguera wurde 1953 durch Abtrennung von Cumari zur eigenständigen Gemeinde erhoben.